# The Extremists
Pour plus de détails, voir Fiche technique et Distribution.
The Extremists (Extreme Ops) est un film d'action réalisé par Christian Duguay, sorti en 2002. 

## Synopsis
Le directeur commercial Ian, le producteur hollywoodien Will, trois passionnés de sports extrêmes, Chloé, Kittie et Silo, le directeur de la photographie Mark et le patron d'Ian, Jeffery, partent en voyage dans les Alpes pour s'entraîner de façon saisonnière et faire des cascades en vue de filmer une publicité concernant une avalanche. Ils sont transportés par avion vers une station balnéaire en construction pour plus de confort par leur pilote d'hélicoptère Zoran. Le premier soir de leur séjour, alors que Will et Silo bluffent[pas clair], ils aperçoivent deux personnes entrant dans une chambre. Will et Silo, sur un défi, enregistrent secrètement le début de leur liaison, mais sont chassés par une paire de chiens. Will et l'équipe ne savent pas que l'homme qu'ils ont filmé est le criminel de guerre le plus recherché de Serbie, Slobodan Pavlov, qui aurait été tué dans un accident d'avion, et que la station balnéaire où résident les passionnés est en fait sa cachette. la fille avec Pavlov est son amour, Yana (que Jeffery avait rencontrée dans le train en route vers la montagne). Pavlov est également accompagné de ses hommes de main, Ivo, Ratko, Goran, Jakša et le fils de Pavlov, Slavko. Will déclare plus tard dans le film qu'il a lu sur Pavlov dans un article de journal. Au deuxième jour de tournage, les passionnés procèdent au tournage de la première avalanche maîtrisée. À la tombée de la nuit, alors que Will, Chloé, Kittie et Silo jouent à action ou vérité dans un bain à remous que Will avait chauffé au charbon, Slavko les espionne. En déduisant qu'ils avaient filmé son père et les confondant avec des membres de la CIA, il le rapporte à Pavlov et recommande de les tuer rapidement, ce que Pavlov accepte de faire.
Le troisième jour du tournage, après que Ian, Will, Chloé, Kittie, Silo et Mark se soient de nouveau rendus à la montagne, Jeffery est kidnappé par Slavko et Ivo et amené devant Pavlov. Après avoir trouvé la caméra de Will et vu les images contenant le début de l'affaire, Slavko et Ivo détournent l'hélicoptère de Zoran à son retour au complexe et forcent Zoran à dire où le groupe est en train de filmer. Une fois qu'ils ont atterri sur la montagne, Slavko et Ivo affrontent et tiennent le groupe sous la menace d'une arme. Cependant, lorsqu'un Slavko pervers tente de forcer Chloé et Kittie à se livrer à des préliminaires, un Ivo dégoûté tire une arme sur lui, ce qui dégénère en une impasse mexicaine entre les deux. Mark, qui avait planté des explosifs en haut de la montagne, les fait exploser au signal d'Ian, surprenant Slavko et Ivo, et les faisant se tuer accidentellement. Après avoir échappé de justesse à une avalanche dans l'hélicoptère, le groupe se rend compte qu'en filmant accidentellement Pavle, ils ont mis leur propre vie en danger et planifient une évasion.
Ils retournent au complexe, mais ils trouvent Ratko, Goran et Jakša errant dans l'enceinte. Ils parviennent à maîtriser Ratko et tentent de s'échapper par un téléphérique, mais Pavlov, alerté de la présence du groupe, prend le contrôle du téléphérique et le fait renvoyer au quai. Le groupe s'échappe rapidement et skie plus bas alors que Pavlov et ses hommes de main ouvrent le feu, au cours duquel Kittie est presque abattue lorsqu'ils démontent son snowboard. Ils sont bloqués par une falaise très abrupte et décident de s'attacher à un espace qu'ils ont l'intention d'utiliser comme voie d'évacuation. Alors que Will essaie de s'attacher, Pavlov et ses hommes de main, après avoir repris et tué Zoran, arrivent dans son hélicoptère. Après avoir jeté le corps de Zoran, ils ouvrent le feu sur Will, qui se parachute en lieu sûr, avant de concentrer leur feu sur le reste du groupe. Silo parvient à lancer son snowboard dans l'hélicoptère, frappant Jakša et le faisant tomber à mort, mais pas avant d'avoir tiré sur Silo dans l'abdomen. Les hommes de main restants tentent de continuer à leur tirer dessus, mais les conduites de carburant basses de l'hélicoptère et le temps restant jusqu'à la tombée de la nuit les obligent à retourner à la cachette pour faire le plein et attendre la nuit. Kittie reste derrière pour soigner les blessures de Silo, armé d'un lance-roquettes à un seul coup tandis que Ian, Chloé et Mark se séparent pour s'échapper.
À la cachette, Pavlov dit à Yana qu'il est déterminé à les tuer dans le but de venger Slavko et Ivo, mais la gifle ensuite, menaçant de la tuer lorsqu'elle mentionne négativement son fils. Après que Pavlov ait quitté la pièce, Yana le double et supplie Jeffery de l'emmener à New York. Jeffery accepte et ils décident d'attendre que Pavlov et ses hommes de main restants partent pour retrouver l'équipe. Will, qui a atterri sur un arbre et est resté caché toute la journée, parvient à se libérer et à s'échapper. Alors que le matin se lève, Pavlov et ses acolytes reprennent leur objectif. Entendant l'hélicoptère s'approcher d'eux, Ian et Chloé s'échappent par un autre trou tandis que Mark reste derrière pour tendre un piège. Au même moment, Kittie tente de tirer la fusée dans l'hélicoptère, mais elle rate et heurte presque un téléphérique transportant Jeffery et Yana. Alors que l'hélicoptère plane sous le bord d'une falaise, Mark sort une corde de câble et lorsqu'il saute à ski de la falaise, bloque les rotors de queue avec le câble en l'air avant d'atterrir en toute sécurité. Cela provoque une spirale incontrôlable de l'hélicoptère et s'écrase sur le rebord d'une falaise, tuant tout le monde à bord. Le son de l'explosion provoque une avalanche massive, et Ian et Chloé skient pour leur vie tout en réussissant à l'enregistrer en vidéo pour la publicité en faisant skier Chloé devant. Ils parviennent de justesse à se mettre à l'abri derrière un rocher alors que la neige les engloutit presque.
De retour aux États-Unis, après avoir visionné la publicité de M. Imahara et de son assistante, Kana, la publicité rencontre une réponse positive et accepte de la diffuser à la télévision. Ian reçoit alors un appel téléphonique de Kittie et lui dit de regarder par la fenêtre. Quand il le fait, il voit que Will, Chloé, Kittie et Silo sont au sommet d'un train en train d'effectuer des cascades, ce qu'ils ont également fait au début du film lorsqu'ils étaient en route vers les Alpes. Le film se termine lorsque les quatre passionnés lâchent leurs planches à roulettes et les laissent voler à travers le panneau d'affichage de la publicité, dont l'un passe par la bouche de Chloé alors que Ian dit « C'est reparti » en souriant.

## Fiche technique
- Titre original : Extreme Ops
- Réalisation : Christian Duguay
- Scénario :  Michael Zaidan, Timothy Scott Bogart, Mark Mullin
- Production : Moshe Diamant, Jan Fantl
- Musique :  Normand Corbeil, Stanislas Syrewicz
- Directeur de la photographie : Hannes Hubach
- Montage : Clive Barrett et Sylvain Lebel
- Pays de production :  Allemagne,  Luxembourg,  Royaume-Uni
- Budget : 40 millions $ US
- Genre : Action
- Durée : 100 min
- Dates de sortie :
  - États-Unis : 27 novembre 2002
  - France : 11 décembre 2002

## Distribution
- Devon Sawa (VF : Christophe Lemoine ; VQ : Jean-François Beaupré) : Will
- Bridgette Wilson-Sampras (VF : Laura Préjean) : Chloe
- Rupert Graves (VF : Fabrice Josso) : Jeffrey
- Rufus Sewell (VF : Stefan Godin ; VQ : Daniel Picard) : Ian
- Heino Ferch (VF : Marc Alfos ; VQ : Gilbert Lachance ) : Mark
- Joe Absolom (VF : Adrien Antoine ; VQ : Hugolin Chevrette) : Silo
- Jana Pallaske (VF : Barbara Kelsch) : Kittie
- Klaus Löwitsch (VF : Patrick Raynal) : Pavlov
- Jean-Pierre Castaldi (VF : Lui-même ; VQ : Yves Corbeil) : Zoran
- Liliana Komorowska (VF : Virginie Ledieu) : Yana
- David Scheller  (VF : David Kruger) : Slavko
- Detlef Bothe : Ratko
- Heinrich Schmieder : Goran
- Franjo Marincic  (VQ : Yves Massicotte) : Ivo
- Rade Radovic : Jaksa
- Wolfgang Packhauser : Nervous Serb
- Norbert Blecha : Foreman
- Vicky Huang : Kana
- Hiro Kanagawa : Mr. Imahara
- Raphaëlle Monod

Sources et légende: Version française (VF) sur VoxoFilm et Version québécoise (VQ) sur Doublage Québec

## Box-office
| Pays                          | Box-office | Nbre de sem. | Classement TLT | Date  |
| Box-office Mondial            | -$         | -            | -              | Total |
| Box-office États-Unis/ Canada | -          | -            | -              | Total |
| Box-office Belgique           | -          | -            | -              | Total |
| Box-office France             | -          | -            | -              | Total |
| Box-office Suisse             | - entrées  | -            | -              | Total |